# Maesa maxima
Maesa maxima är en viveväxtart som beskrevs av Carl Christian Mez. Maesa maxima ingår i släktet Maesa och familjen viveväxter. Inga underarter finns listade i Catalogue of Life.